# ضوء متباطيء
الضوءالمتباطيء الضوء كقاعدة عامة يسير في خط مستقيم بالفراغ المفرغ. لكنه عندما يمر بجوار ثقب أسود ينحرف عن مساره بزاوية أكبر من انحرافه عندما يمر قرب حافة الشمس. لأن شدة جاذبية الثقب الأسود أضعاف شدة جاذبية الشمس. ولو مر جسم كروي قرب حقل جاذبية ثقب أسود فإنه يصبح جسما ممطوطا وتحديد عمر كوننا يعتمد علي مسارات الضوء في الماضي مع افتراض أن مساراته في خطوط مستقيمة ثابته وخالية لايعترضها شيء. إلا أن الضوء كطبيعته يخضع للانعكاس والانكسار عندما يقع علي جرم عاكس له كالمرآة. فالأضواء التي تنبعث من النجوم سوف تتعرض إلي الانعكاسات الضوئية عندما تقابلها أجرام أخرى أشبه بضوء الشمس عندما يقع علي سطح القمر فيضيء لأنه مرآة عاكسة.كما أن الضوء يمر بكثافات مختلفة لمواده وغبار كوني منتشر بالكون يشتته. لهذا الضوء في الفضاء والمنبعث من النجوم لايسير في خط مستقيم ولكنه سيسير في خطوط انعكاسية وانكسارية مما قد يطيل مسافاته مما لايعطينا المسافات والزمن الكوني بدقة. لهذا نجد أن المعطيات حول قياسات أو أبعاد الكون أو الزمن التقديري لعمره اعتمادا علي الضوء المنبعث من النجوم القديمة ستكون معلومات غير دقيقة وغير حقيقية.وحسب قوانين الانعكاس والانكسار الضوئي نجد أننا لانري النجوم والأجسام الفضائية في مواقعها الحقيقية. لأن صورة السماء كما نراها فوقنا صورة مرآتية داخل كرة الكون ولايمكن تحديد مراكز الأجرام بها. وعندما نتطلع للسماء من فوق الأرض. فإننا نعتبرها تجاوزا مركز الكون ومنها نقيس أبعاد ومسافات المجرات. وما نقيسه ليس قطر الكون في كل اتجاه بالنسبة لموقعنا علي الأرض التي تعتبر بالنسبة لحجم الكون ذرة غبار متناهية فيه. فأطلقنا عليها كوكب الأرض وتدور حول الشمس وتقع في أقصي جزء من مجرتنا المظلمة. والضوء يسير في الفراغ بسرعة 300 ألف كيلومتر /ثانية. ولقد استطاع العلماء تجميد الضوء بإمرار نبضات ضوئية خلال سحب متناهية من الغازات درجة حرارتها تقترب من الصفر المطلق. ويمكن لجليد الغازات الاحتفاظ بالنبضات الضوئية لإعادة إرسالها مرة ثانية. لهذا نجد أن العلماء أمكنهم تحضير الضوء المتباطيء أو المتجمد. كما توجد مواد عادية تبطيء سرعة الضوء. فالماء عندما يمر به الضوء يخفض 75%من سرعته في الفراغ (الخواء). وهذه النظرية تبين أيضا أن النبضات الضوئية عندما تمر بوسط بارد تبطيء في سيرها وعندما تمر بوسط حار تسرع في سيرها وتتسارع مع ازدياد معدل الحرارة. لهذا يمكن أن تنطبق هذه الحالات علي الضوء عندما يمر بالفضاء. كما أن هذه الفرضية تبين أن الضوء كان سريعا بعد الانفجار الكبير بالكون ثم أخذ يتباطيء مع برودته. لهذا لايمكن اعتبار حسابات إينشتين عن سرعة الضوء كشيء مطلق أو سرعته ثابتة (300 ألف كيلومتر ثانية) إلا لوكان الضوء يمر في فراغ مفرغ من الغازات تماما حتي لاتكون له حرارة تؤثر عليه. لهذا لاتطبق نسبية إينشتين علي كوننا الذي تتعدد فيه الحرارة. ولكن علي كون خوائي لاحرارة فيه. وهذا الكون لاوجود له إلا في نظرية النسبية فقط. لهذا نجد أن قياس عمر الكون حسب سرعة الضوء والمسافات التي قطعها ليست مؤشرا دقيقا لتحديد عمر الأجرام التي نراها. لأن الضوء حسب قوانين الفيزياء يتعرض في رحلته المديدة لمفهوم الحرارة والبرودة والانعكاس والانكسار. كما أن الصور التي قد نراها قد تكون صورا مرآتية. لهذا مقاييس الكون بما فيه ليست مقاييس حقيقية أو واقعية للمسافات أو السرعة أو الزمن. وقد يكون الضوء القادم إلينا قد تجمد في سحابة باردة أو تباطيء في سيره لبرودتها أو ظل متجمدا أو انتقل معها وأعادت إرساله من مكانها الجديد لو انتقلت السحابة لمنطقة دافئة لمواصلة سيره بالفضاء. لهذا نجد أن الضوء يتباطء ويتسارع أثناء رحلته بالفضاءحسب كيفية الوسط الذي يسير به ودرجة حرارته.

## مصدر
- كتاب شيء من العلم. لأحمد محمد عوف